# Kaplapur (J), Bidar
Kaplapur (J) là một làng thuộc tehsil Bidar, huyện Bidar, bang Karnataka, Ấn Độ.